# Ain al Rami
Ain al Rami eller  Ny1 Sagittarii (ν1  Sagittarii, förkortat Ny1 Sgr, ν1  Sgr) som är stjärnans Bayerbeteckning, är en trippelstjärna belägen i den mellersta delen av stjärnbilden Skytten. Den har en skenbar magnitud på 4,86 och är svagt synlig för blotta ögat där ljusföroreningar ej förekommer. Baserat på parallaxmätning inom Hipparcosuppdraget på ca 2,9 mas, beräknas den befinna sig på ett avstånd av ca 1 100 ljusår (ca 340 parsek) från solen.

## Nomenklatur
Nu Sagittarii har det traditionella namnet Ain al Rami, som kommer från det arabiska عين الرامي c ain ar-rāmī som betyder bågskyttens öga. De båda ν-stjärnorna, tillsammans med τ Sgr, ψ Sgr, ω Sgr, 60 Sgr och ζ Sgr var Al Udḥiyy, utgjorde strutsens rede. Ny Sagittarii är ofta nämnd som en av de tidigast identifierade dubbelstjärnorna. I Almagest beskriver Ptolemy stjärnan som "otydlig och dubbel", med hänvisning till stjärnans dubbla natur.

## Egenskaper
Primärstjärnan i Ain al Rami är en orange till röd jättestjärna av spektralklass K1 Ib/II och är en mikrovariabel med en frekvens på 0,43398 cykler per dygn och en amplitud på 0,0078 magnitud.
År 1982 observerades en varmare följeslagare, en snabbt roterande stjärna av spektraltyp B9. Paret bildar en spektroskopisk dubbelstjärna med en omloppsperiod av ca 370 dygn. Ännu en följeslagare, Ny Sagittarii1 B, av magnitud +10,8 kretsar längre ut separerad med 2,5 bågsekunder från primärstjärnan.